# فرانشيسكو بولزوني
فرانشيسكو بولزوني (بالإيطالية: Francesco Bolzoni) ، من مواليد 7 مايو 1989م، وهو لاعب إيطالي لكرة القدم، كان بولزوني شارك مع المنتخب الإيطالي تحت سن 21 في 14 مباراة، وقد شارك مع نادي انتر ميلان في مباراة واحدة، وكان بولزوني انتقل إلى صفوف نادي سيينا الإيطالي في موسم 2010 على سبيل الإعارة وشارك فيه 19 مباراة.